# Zbory Boże w Gwatemali
Zbory Boże w Gwatemali (hiszp. Asambleas de Dios en Guatemala) – chrześcijański wolny kościół protestancki o charakterze ewangelikalnym nurtu zielonoświątkowego działający w Gwatemali, wchodzący w skład Światowej Wspólnoty Zborów Bożych. Według spisu Prolades w 2010 roku liczył 133 127 ochrzczonych członków, zrzeszonych w 2720 kościołach. Jest  czwartym co do wielkości protestanckim związkiem wyznaniowym w kraju.
John i Ellen Franklin byli pierwszą parą misjonarzy którzy przybyli do Gwatemali w marcu 1937 roku, są oni uważani za założycieli Zborów Bożych w Gwatemali. Kościół został uznany przez Rząd Republiki Gwatemali dnia 26 stycznia 1958. 